# مركبة سبوتنك 2

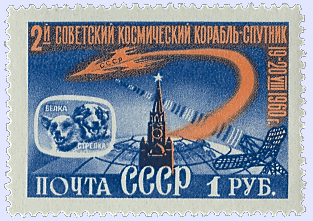
طابع بريدي صدر تخليدًا لذكرى البعثة

مركبة سبوتنك 2 ( الروسية: Корабль-Спутник 2، ت.ح. 'Ship-Satellite 2' سبوتنك 5 (بالإنجليزية: Sputnik 5) والمعروف أيضًا باسم سبوتنك 5 في الغرب، كانت مركبة فضائية سوفيتية، والرحلة التجريبية الثالثة للمركبة الفضائية فوستوك. كانت أول رحلة فضائية ترسل حيوانات إلى المدار وتعيدها سالمة إلى الأرض، بما في ذلك كلبان فضائيان سوفيتيان، بيلكا وستريلكا. أُطلقت المركبة في 19 أغسطس 1960، مهدت الطريق لأول رحلة مدارية بشرية، فوستوك 1، والتي أُطلقت بعد أقل من ثمانية أشهر.

## الخلفية
كانت مركبة سبوتنك 2 المحاولة الثانية لإطلاق كبسولة فوستوك وعلى متنها كلاب. المحاولة الأولى كانت في 28 يوليو، والتي حملت زوجًا يُدعى بارز (سنو ليوبارد المعروف أيضًا باسم تشايكا (النورس)) وليزيتشكا (فوكسي)، غير ناجحة بعد أن عانى معزز Blok G من حريق وتعطل في إحدى غرف الاحتراق، تلا ذلك انفصاله عن المعزز بعد 19 ثانية من الإطلاق. بعد حوالي 30 ثانية، تفككت مركبة الإطلاق، وتطايرت النواة والصواريخ المحزمة في اتجاهات عشوائية وتحطمت في السهوب. أرسل مراقبو الطيران أمرًا بالتخلص من غطاء الحمولة وفصل وحدة الهبوط، ولكن بسبب الارتفاع المنخفض، لم تُنشر المظلات إلا جزئيًا، وقُتلت الكلاب عند الاصطدام بالأرض. تم إرجاع فشل محرك Blok G إلى تذبذبات الضغط عالية التردد في محرك RD-107. كانت هذه مشكلة في عمليات الإطلاق السابقة لصاروخ آر-7 ولكن صُححت في المراجعة الأخيرة لـRD-107. ومع ذلك فإن الصاروخ المعزز المستخدم في هذا الإطلاق كان يحمل الطراز الأقدم من المحركات. وشجع الحادث أيضًا تطوير مقعد قذف لرائد الفضاء للهروب من الكبسولة في حالة فشل الإطلاق، نظرًا لأن المظلات في وحدة الهبوط لن تتمكن من الفتح فتحًا صحيحًا حتى حوالي 40 ثانية من بدء الإطلاق. وقد حدث هذا قبل يوم واحد من تعرض البرنامج الأمريكي لانتكاسة خطيرة بسبب فقدان كبسولة عطارد.

## الإطلاق
أُطلقت مركبة سبوتنك 2 في 19 أغسطس 1960، باستخدام صاروخ حامل من طراز فوستوك-إل بعد تأخير لمدة يومين لاستبدال صمام أكسجين سائل معيب. وذكرت مصادر رسمية أن وقت الإطلاق كان 08:44:06 بالتوقيت العالمي المنسق؛ إلا أن سيرجي فويفودين ذكر أنه 08:38:24.[بحاجة لمصدر] كانت محطة الراديو في بون، ألمانيا الغربية، من بين أول من التقط إشارات من المركبة الفضائية، والتي أُكدت في المدار الثالث بواسطة محطة راديو سويدية.
حملت المركبة الفضائية كلبين (بيلكا وستريلكا)، وأربعين فأرًا، واثنين من الجرذان، ومجموعة متنوعة من النباتات، بالإضافة إلى كاميرا تلفزيونية التقطت صورًا للكلاب. بعد خمسة وعشرين ساعة، عادت المركبة الفضائية إلى الأرض في الساعة 06:00:00 بالتوقيت العالمي المنسق في 20 أغسطس، وهو اليوم التالي لإطلاقها. وكشفت بيانات القياس عن بعد إصابة أحد الكلاب بنوبات صرع وتقيأ أثناء المدار الرابع، وتقرر قصر أول رحلة مأهولة إلى ثلاثة مدارات. جرى استعادة جميع الحيوانات بسلام، وبعد عام أنجبت ستريلكا مجموعة من الجراء، أحدها، بوشينكا، أُهدي إلى السيدة الأولى للولايات المتحدة جاكلين كينيدي كهدية حسن نية من الاتحاد السوفيتي. في البداية، عارض مستشارو الرئيس كينيدي أخذ الكلب خوفًا من أن يزرع السوفيت ميكروفونات في جسمه للاستماع إلى اجتماعات الدفاع الوطني.[بحاجة لمصدر]
حُفظت جثتا ستريلكا وبيلكا عن طريق التحنيط بعد وفاتهما وعرضتا في متحف موسكو للفضاء والطيران.